# Дом М. Кузнецова
Дом М. Кузнецова — старинное здание в историческом районе Благовещенская слобода Нижнего Новгорода. Построено в 1820-е годы по проекту академика архитектору И. Е. Ефимова в стиле русского классицизма.    
Одно из старейших каменных зданий Нижнего Новгорода. Входит в комплекс архитектурного ансамбля «Промышленный корпус паровой мельницы М. А. Дегтярева» под названием «Жилой дом с конторой».  

## История
После крупного пожара 1826 года в Благовещенской слободе по проекту академика архитектуры И. Е. Ефимова был построен двухэтажный каменный дом купца Матвея Кузнецова. 
Обращённый к Оке фасад протяжённостью в семь окон, как и большинство жилых домов Нижнего Новгорода того времени, получил рустовку первого этажа, а во втором центральное окно было выделено особым наличником с пилястрами по сторонам и треугольным фронтоном.
В 1830 году усадьба Кузнецова с каменным домом и тремя деревянными флигелями оценивалась в 12 тысяч рублей.
При том, что в декоре использовались типичные для русского классицизма элементы декоративно-художественного убранства, дом стал интересным образцом жилой каменной застройки Нижнего Новгорода 1820-х годов. В настоящее время надстроен мансардой, со двора пристроен флигель 1880-х годов.